# Włodków
Włodków – kolonia w Polsce położona w województwie mazowieckim, w powiecie garwolińskim, w gminie Łaskarzew.